# Adoretus exsculptus
Adoretus exsculptus är en skalbaggsart som beskrevs av Frey 1970. Adoretus exsculptus ingår i släktet Adoretus och familjen Rutelidae. Inga underarter finns listade i Catalogue of Life.